# Hannibal (New York)
Pour les articles homonymes, voir Hannibal (homonymie).
Ne doit pas être confondu avec Hannibal (village, New York).
Hannibal est une ville du comté d'Oswego, dans l'État de New York, aux États-Unis,. En 2010, elle comptait une population de 4 854 habitants.

## Démographie
Lors du recensement de 2010, la ville comptait une population de 4 854 habitants, tandis qu'en 2016, elle est estimée à 4 631 habitants.